# Акреландия
Акреландия (порт. Acrelândia) — муниципалитет в Бразилии, входит в штат Акри. Составная часть мезорегиона Вали-ду-Акри. Входит в экономико-статистический микрорегион Риу-Бранку. Население составляет 12 538 человек на 2010 год. Занимает площадь 1807,957 км². Плотность населения — 6,94 чел./км².

## Границы
Муниципалитет граничит:
- на северо-востоке — штат Амазонас
- на юго-востоке — Боливия
- на западе — муниципалитеты Сенадор-Гиомард, Пласиду-ди-Кастру

## Демография
Согласно сведениям, собранным в ходе переписи 2010 г. Национальным институтом географии и статистики (IBGE), население муниципалитета составляет:
| Полное население                               | Полное население                               | Полное население                               | Полное население                               | 12 538 |
| ---------------------------------------------- | ---------------------------------------------- | ---------------------------------------------- | ---------------------------------------------- | ------ |
| в том числе:                                   | Городское население                            | 5916                                           | Процент городского населения, %                | 47,18  |
|                                                | Сельское население                             | 6622                                           | Процент сельского населения, %                 | 52,82  |
|                                                | Мужское население                              | 6592                                           | Процент мужского населения, %                  | 52,58  |
|                                                | Женское население                              | 5946                                           | Процент женского населения, %                  | 47,42  |
| Плотность населения, чел/км²                   | Плотность населения, чел/км²                   | Плотность населения, чел/км²                   | Плотность населения, чел/км²                   | 6,93   |
| Население муниципалитета в % к населению штата | Население муниципалитета в % к населению штата | Население муниципалитета в % к населению штата | Население муниципалитета в % к населению штата | 1,71   |

По данным оценки 2015 года, население муниципалитета составляет 13 869 жителей.

## Важнейшие населенные пункты
| № | Населённый пункт | Населённый пункт (порт.) | Категория | Население чел. (2010) | На карте                        |
| - | ---------------- | ------------------------ | --------- | --------------------- | ------------------------------- |
| 1 | Акреландия       | Acrelândia               | город     | 5916                  | 10°04′32″ ю. ш. 67°03′10″ з. д. |
| 2 | Реденсан         | Redenção                 | поселок   | 182                   | 10°00′26″ ю. ш. 67°02′20″ з. д. |

## Статистика
- Валовой внутренний продукт на 2005 год составляет 114 350 тыс. реалов (данные: Бразильский институт географии и статистики).
- Валовой внутренний продукт на душу населения на 2005 год составляет 9986 реалов (данные: Бразильский институт географии и статистики).
- Индекс развития человеческого потенциала на 2000 год составляет 0,680 (данные: Программа развития ООН).